# Winburg
Winburg jest małą miejscowością w południowoafrykańskiej prowincji Free State. 
Jest najstarszą miejscowością założoną w roku 1836 przez białych w Oranje Vrystaat.